# Nicolas Martin (combiné nordique)
Pour les articles homonymes, voir Nicolas Martin et Martin.
Nicolas Martin, né le 19 avril 1989 à Saint-Jean-de-Maurienne, est un skieur français spécialiste du combiné nordique. Il est membre du ski-club des Contamines-Montjoie.

## Carrière
Il débute en Coupe du monde en 2009 et y participe régulièrement jusqu'à ce que, écarté de l'équipe de France à l'issue de la saison 2014-2015, il décide de mettre à terme à sa carrière sportive.
Il devient ensuite entraîneur au sein du comité du Massif jurassien, poste qu'il occupe pendant cinq ans. À l'automne 2022, il devient entraîneur de l’équipe de France B de combiné nordique,.

## Palmarès

### Coupe du monde
- Meilleur classement général : 57e en 2015.
- Meilleure performance sur une épreuve de Coupe du monde : 13e du Gundersen de Tchaikovski le 5 janvier 2014[4].
- Meilleure performance par équipes sur une épreuve de Coupe du monde : 4e du concours par équipes d'Oslo le 13 mars 2010, avec Sébastien Lacroix, François Braud et Jason Lamy-Chappuis[5].

#### Différents classements en Coupe du monde
| Année     | Classement général final |
| 2009-2010 | 64e                      |
| 2012-2013 | 68e                      |
| 2013-2014 | 58e                      |
| 2014-2015 | 57e                      |

### Championnats du monde junior
- Championnat du monde junior de Tarvisio : 
  - 6e du sprint le 18 mars 2007
  - 6e du Gundersen le 14 mars 2007
- Édition de Strbske Pleso :
  -  Médaille d'argent par équipes en 2009.